# Canton d'Annecy-Centre
Le canton d'Annecy-Centre est une ancienne division administrative française, situé dans le département de la Haute-Savoie en région Rhône-Alpes. Le chef-lieu de canton se trouvait à Annecy. 

## Géographie
Le canton comprenait la partie centrale de la ville d'Annecy.

## Histoire
Le canton est supprimé lors de la réforme territoriale de 2014, en vigueur à compter des élections départementales de 2015.

## Composition
| Nom    | Code Insee | Intercommunalité | Superficie (km2) | Population (dernière pop. légale) | Densité (hab./km2) |
| ------ | ---------- | ---------------- | ---------------- | --------------------------------- | ------------------ |
| Annecy | 74010      | CA Grand Annecy  | 66,93            | 52 029 (2013)                     | 777                |

## Liste des conseillers généraux
| Période                                  | Période          | Identité                           | Étiquette       | Qualité |
| ---------------------------------------- | ---------------- | ---------------------------------- | --------------- | --- |
| 1973                                     | 1979             | Charles Bosson                     | CD puis UDF-CDS | - Avocat - Sénateur (1946-1948 et 1968-1986) - Député (1958-1968) - Vice-Président du Conseil Général - Maire d'Annecy (1954-1975) |
| 1979                                     | 1988 (démission) | Bernard Bosson (fils du précédent) | UDF-CDS         | - Avocat - Député (1986, 1988-1993, 1995-2007) - Maire d'Annecy (1995-2007)                                                        |
| 1988                                     | 1998             | Jean-Louis Corajoud                | UDF-CDS         | - Assistant parlementaire -Adjoint au Maire d'Annecy                                                                               |
| 1998                                     | 2000 (décès)     | Yvette Martinet                    | UDF-FD          | Adjointe au Maire d'Annecy |
| 2000                                     | 2015             | Jean-Luc Rigaut                    | UDF puis NC-UDI | - Ingénieur à la SNCF - Maire d'Annecy (2007-2020) - Président de la Communauté d'Agglomération d'Annecy                           |
| Les données manquantes sont à compléter. |                  |                                    |                 | |

## Démographie
| 1975 | 1982 | 1990   | 1999   | 2006   | 2011   | 2012   |
| ---- | ---- | ------ | ------ | ------ | ------ | ------ |
| -    | -    | 14 879 | 15 344 | 16 808 | 17 015 | 17 022 |